# 세계소방관경기대회
세계 소방관 경기 대회(영어: World Firefighters Games)는 소방관들의 교류를 위해 소방관의 인명 구호에 필요한 능력을 겨루는 대회다.

## 개요
- 창립 : 1990년
- 목적 : 스포츠를 통한 국가 간 소방 정보 교류와 전․현직 소방관 및 가족들의 친선도모를 위해 설립.
- 기관 : World Firefighters Games Western Australia Inc.
- 참가 : 소방관, 구급대원, 의용소방대원, 소방산업종사자[2][3]

## 사업
- 소방관들의 건강과 체력 증진 강화.
- 세계 소방관 경기 대회 운영 및 소방관 복지 증진.
- 개최 수익금으로 화상부상자들을 위한 자선기관에 기부.

## 역사
- 세계 소방관 경기 대회는 1990년 제1회 대회를 뉴질랜드 오클랜드에서 개최한 이래, 2008년 제10회 대회는 영국 리버풀에서 개최되었으며 2010년 제11회 대회는 우리나라 대구광역시에서 유치되었고 2018년에 제13회 대회가 충주시에서 진행되었습니다
- 대회 경기는 일반적인 전통스포츠와 소방 관련 종목을 주로 선정하여 왔으며, 대회 운영본부에서 요구하는 필수 종목인 37개 종목을 제외하고는 개최국의 여건에 따라 임의 선정함으로써 종목 수는 개최국 마다 상황에 따라 달라집니다
- 경기 진행은 지나친 경쟁을 하는 엘리트 스포츠 경기와는 달리 연령, 성별에 따라 참가 기준을 달리하여 진행함으로써 가족 단위도 많이 참여할 수 있습니다

## 기타
- 짝수년도 마다 열리는 격년제로서 참가 자격이 전․현직소방관과 그 가족으로 제한.
- 대회의 성격상 세계 각지의 소방 관련 가족이 참여하여 우정을 나누는 것이므로 개최국의 문화와 전통을 체험하는 기회를 제공함으로써 스포츠 체전인 국제 엘리트 스포츠와 그 성격을 달리함.
- 역대 개최국의 현황을 보면 대회 사무국이 있는 호주의 영향으로 옛 영연방 국가였던 선진국에서 대회를 많이 개최하였으며 세부 종목도 참가선수들이 많이 참여할 수 있도록 유럽에서 인기 있는 종목으로 선정되었음.
- 대한민국은 1회 및 3회 대회를 제외하고 역대 대회에 지속적으로 참가하였으며 2006년 홍콩대회에는 많은 선수들을 참가시킴으로써 대회 유치 활동 시 좋은 평가를 받아 경쟁 도시였던 아랍에미리트 두바이, 호주 골드코스트를 누르고 비영어권 국가로서는 최초로 대구광역시에 2010년 제11회 대회를 유치하였음. 2014, 2016년은 내부 사정상 개최하지 못하고 2018년 13회 대회는 충주시에서 개최할 예정이다.